# Campeonato Roraimense 2005
In 2005 werd het 46ste Campeonato Roraimense gespeeld voor voetbalclubs uit Braziliaanse staat Roraima. De competitie werd georganiseerd door de FRF en werd gespeeld van 19 februari tot 25 juni. São Raimundo werd kampioen.

## Eerste fase
| Plaats | Club         | Wed. | W | G | V | Saldo | Ptn. |
| ------ | ------------ | ---- | - | - | - | ----- | ---- |
| 1.     | São Raimundo | 7    | 6 | 1 | 0 | 24:4  | 19   |
| 2.     | Baré         | 7    | 5 | 1 | 1 | 29:10 | 16   |
| 3.     | Roraima      | 7    | 5 | 0 | 2 | 30:5  | 15   |
| 4.     | River        | 7    | 3 | 1 | 3 | 9:10  | 10   |
| 5.     | Progresso    | 7    | 2 | 1 | 4 | 15:25 | 7    |
| 6.     | Rio Negro    | 7    | 2 | 1 | 4 | 11:25 | 7    |
| 7.     | Náutico      | 7    | 2 | 1 | 4 | 13:21 | 7    |
| 8.     | GAS          | 7    | 0 | 0 | 7 | 10:39 | 0    |

|  | Geplaatst voor finale |

## Tweede fase

### Groep A
| Plaats | Club      | Wed. | W | G | V | Saldo | Ptn. |
| ------ | --------- | ---- | - | - | - | ----- | ---- |
| 1.     | Roraima   | 3    | 3 | 0 | 0 | 15:1  | 9    |
| 2.     | River     | 3    | 1 | 1 | 1 | 5:4   | 4    |
| 3.     | Rio Negro | 3    | 1 | 1 | 1 | 6:5   | 4    |
| 4.     | GAS       | 3    | 0 | 0 | 3 | 2:18  | 0    |

|  | Geplaatst voor finale tweede fase |

### Groep B
| Plaats | Club         | Wed. | W | G | V | Saldo | Ptn. |
| ------ | ------------ | ---- | - | - | - | ----- | ---- |
| 1.     | Baré         | 3    | 2 | 1 | 0 | 15:4  | 7    |
| 2.     | São Raimundo | 3    | 1 | 2 | 0 | 14:7  | 5    |
| 3.     | Progresso    | 3    | 1 | 1 | 1 | 6:10  | 4    |
| 4.     | Náutico      | 3    | 0 | 0 | 3 | 5:19  | 0    |

|  | Geplaatst voor finale tweede fase |

### Finale
|                |         |       |      |                      |
| 18 juni Finale | Roraima | 3 – 1 | Baré | Canarinho, Boa Vista |
| 18 juni Finale |         |       |      | Canarinho, Boa Vista |

## Finale
|                |              |                  |         |                      |
| 25 juni Finale | São Raimundo | 1 – 1 (4-3 n.p.) | Roraima | Canarinho, Boa Vista |
| 25 juni Finale |              |                  |         | Canarinho, Boa Vista |

### Kampioen
| Campeonato Roraimense de 2005    |
| Roraima                          |
| -------------------------------- |
| SÃO RAIMUNDO Kampioen (4° titel) |